# Horní skály
Horní skály (německy Oberwegsteine či Oberwegfelsen, v horolezeckém slangu Obrvégry) se nacházejí v nejvýchodnější části Chráněné krajinné oblasti Lužické hory u Horního Sedla, části města Hrádek nad Nisou v okrese Liberec ve stejnojmenném kraji. Jedná se o skupinu osmi skalních věží, pojmenovaných Velká a Malá Smrtka, Liberecká věž, Gahlerova věž, Cvičná věž, Dvojče, Sokol a Zub.

## Popis lokality

### Geografická poloha
Horní skály leží přibližně v nadmořské výšce 470 až 520 metrů na jihozápadní straně protáhlého pískovcového hřbetu Hřebeny (nejvyšší bod hřbetu je 534 m n. m.), asi 200 metrů vzdušnou čarou na západ od Horního Sedla a přibližně 3 km od hranice se Spolkovou republikou Německo.  Na severní straně Hřebenů byl v letech 1937 - 1938 vybudován větší počet betonových pevnůstek pohraničního opevnění, tzv. řopíků. Temenem Hřebenů prochází rozvodí mezi Baltským a  Severním mořem. 

### Geologická charakteristika
Skalní věže jsou tvořeny cenomanskými pískovci, zpevněnými křemennou impregnací (silicifikací) a protkanými četnými kalcitovými a křemennými žilkami, které vystupují z ohlazeného povrchu skal. Vlastní hřeben, tvořený šikmo ukloněnými pískovcovými lavicemi, sleduje tektonickou linii Lužického zlomu. Na tomto zlomu se zde pískovce stýkají s krystalickými horninami lužického žulového masívu, vyzdviženými v období třetihor.

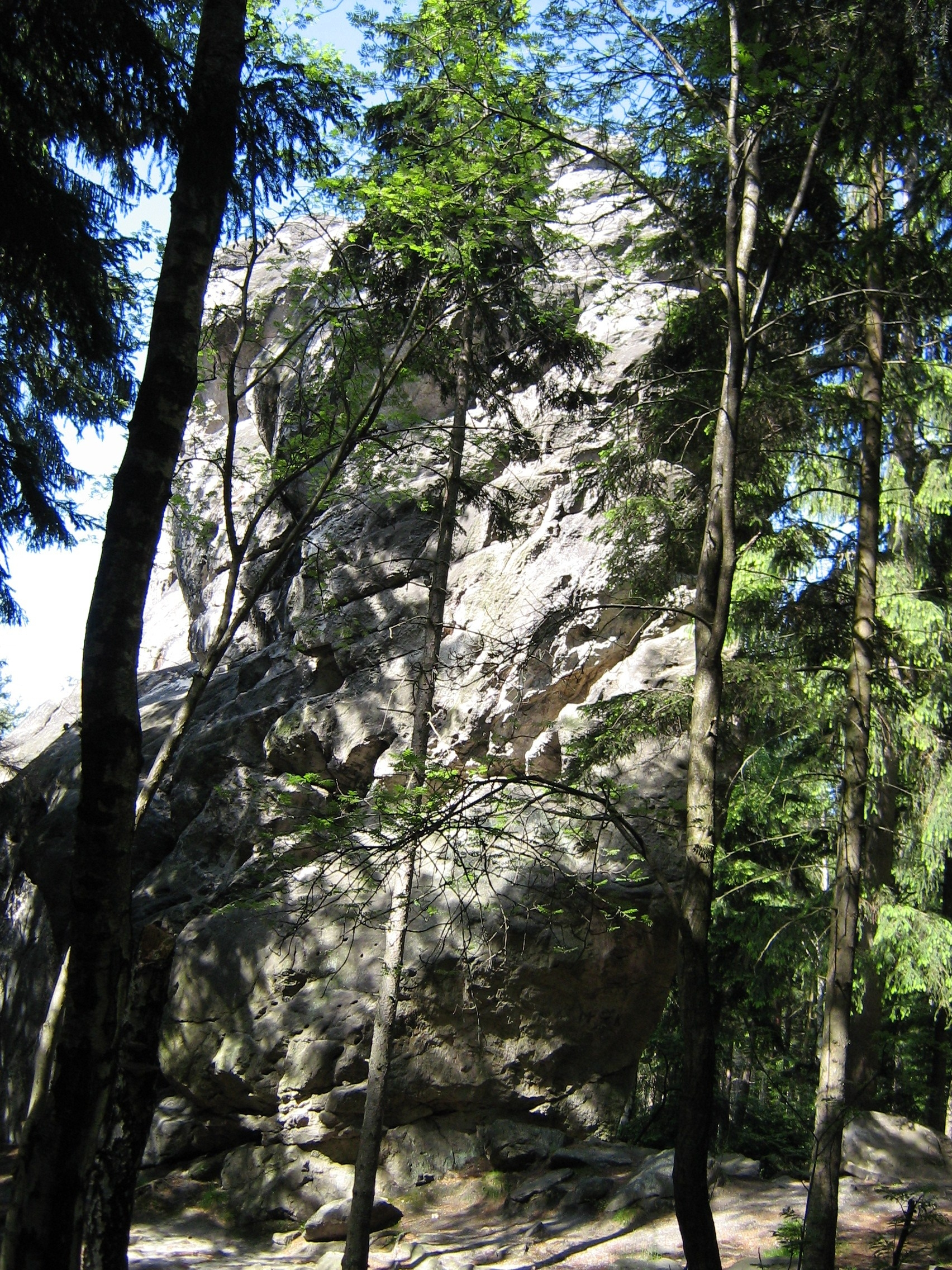
Nejvyšší a nejmohutnější z Horních skal, Liberecká věž, je vysoká 40 metrů

## Horolezectví a původ názvu skal
Skály byly pojmenovány podle staré Horní cesty (německy Oberweg), která vede z Hrádku nad Nisou do Rynoltic. Této cestě, která obchází Hřebeny z jihu, se dnes někdy také říká Stezka horolezců. V prvních letech 20. století začali Horní skály prozkoumávat a zlézat místní horolezci v čele s libereckým básníkem a průkopníkem horolezectví Rudolfem Kauschkou. Prvovýstupy na zdejší skalní věže se vesměs datují z roku 1904. Pouze Gahlerova věž, pojmenovaná po známém horolezci Adolfu Gahlerovi, byla zlezena až 20. května 1906. Na této věži je dodnes tabulka, připomínající tragickou smrt horolezce Herberta Guhna, který se z ní zřítil ve 20. letech 20. století. Nejmohutnější ze zdejších skalních věží dali jméno Liberecká členové libereckého horolezeckého spolku Wirbelsteiner, kteří na jejím vrcholu vztyčili v srpnu roku 1907 železný kříž.

## Dostupnost
Přístup k Horním skalám je po zeleně značené lesní cestě, která u turistického rozcestí odbočuje ze silničky mezi Horním Sedlem a Černou Louží. Tato silnička je zde totožná s trasou někdejší Horní cesty.  Zároveň  po ní vede mezinárodní naučná stezka Lužické a Žitavské hory, jejíž zastavení číslo 6 u Horních skal je věnováno horolezectví. Přímo u zmíněného rozcestí je autobusová zastávka Hrádek n. Nisou, Horní Sedlo, u kapličky na trase autobusových linek mezi Hrádkem nad Nisou a Stráží pod Ralskem či Jablonným v Podještědí. Nejbližší vlakové zastávky jsou v Rynolticích (4 km) a v Hrádku nad Nisou (5 km).